# Барский, Марк Абрамович
Марк Абра́мович Ба́рский (5 июля 1931, Одесса — 5 июля 2008, Москва) — советский волейболист и тренер. Защитник, связующий. Мастер спорта СССР (1955). Заслуженный тренер СССР (1967).

## Биография
Игровая карьера:
1948—1963 — «Медик» / «Наука» / «Буревестник» (Одесса).
Победитель Спартакиады народов СССР 1956 (в составе сборной УССР).
Серебряный призёр чемпионата СССР по волейболу 1961. Бронзовый призёр чемпионата СССР по волейболу 1954, 1955, 1957. Вошёл в десятку лучших волейболистов Одессы XX века.
Тренерская карьера:
1963—1971 — «Буревестник» (Одесса).
Старший тренер мужской молодёжной сборной СССР, ставшей победителем чемпионата Европы 1966. Тренер мужской сборной СССР, ставшей победителем Олимпийских игр 1968, бронзовым призёром чемпионата мира 1966 и чемпионом Европы 1967. Старший тренер сборной Украины — победительницы Спартакиады народов СССР 1967.
Скончался 5 июля 2008 года после тяжелой и продолжительной болезни, похоронен в Москве на Троекуровском кладбище.